# 2002 PZ152
2002 PZ152, também escrito como 2002 PZ152, é um objeto transnetuniano que está localizado no Cinturão de Kuiper, uma região do Sistema Solar. Este objeto é classificado como um cubewano. Ele possui uma magnitude absoluta de 9,1 e tem um diâmetro estimado com cerca de 67 km.

## Descoberta
2002 PZ152 foi descoberto no dia 15 de agosto de 2002 pelos astrônomos M. J. Holman, J. J. Kavelaars, T. Grav e W. Fraser.

## Órbita
A órbita de 2002 PZ152 tem uma excentricidade de 0,122 e possui um semieixo maior de 43,780 UA. O seu periélio leva o mesmo a uma distância de 38,421 UA em relação ao Sol e seu afélio a 49,139 UA.